# Brinzolamid
Brinzolamid ist eine schwefel- und stickstoffhaltige, heterocyclische chemische Verbindung, die sich vom Thiophen ableitet. Aufgrund ihrer Wirksamkeit als Carboanhydrasehemmer wird sie als Arzneistoff in Augentropfen zur Senkung des Augeninnendruckes verwendet.
Ein strukturell verwandter und ähnlich wirkender Arzneistoff ist Dorzolamid.

## Eigenschaften
Brinzolamid ist ein weißes Pulver, das unlöslich ist in Wasser, sich aber sehr gut in Ethanol und Methanol löst. Die wasserunlösliche Substanz wird in Form einer Augentropfensuspension verabreicht.

## Klinische Studien
Die Wirksamkeit von Brinzolamid als Fertigpräparat Azopt wurde in klinischen Studien (parallel mit dem ähnlichen Dorzolamid) an Patienten mit Glaukomen und erhöhtem Augeninnendruck (über 23 mmHg) geprüft. Dabei konnte das Präparat in 1 %iger Dosierung den Druck um 17 bis 22 % vermindern. Die Ergebnisse mit Dorzolamid in 2 %iger Dosierung lagen bei einer Druckverminderung zwischen 13 und 22 %.

## Nebenwirkungen
Nach Applikation am Auge gelangt der Wirkstoff in den systemischen Blutkreislauf. Sehr häufige bis häufige Nebenwirkungen sind: Geschmacksstörungen (bitterer oder ungewöhnlicher Geschmack), Kopfschmerzen, vorübergehendes Verschwommensehen nach dem Eintropfen für die Dauer von einigen Sekunden bis einigen Minuten, okuläre Irritation, okuläre Hyperämie (Schwellung der Bindehautgefäße am Auge).

## Handelsnamen
Monopräparate

Azopt (D, A, CH); Brinzo-Vision (D, A), Brinzolamid AL (D)
Kombinationspräparate

Azarga (D, A, CH)